# You Need to Calm Down
«You Need to Calm Down» (En español: «Necesitas calmarte») es una canción de la cantante estadounidense Taylor Swift, fue lanzada el 14 de junio de 2019 como el segundo sencillo de su séptimo álbum de estudio Lover (2019), a través de Republic Records. «You Need to Calm Down» fue escrita y producida por Swift y Joel Little.

## Promoción
El 12 de junio de 2019, Swift anunció mediante una transmisión en vivo en Instagram para el día siguiente, donde compartirá detalles sobre el lanzamiento de su próximo álbum. Durante la transmisión en vivo, anunció el título del álbum y reveló que la canción era el segundo sencillo de éste.

## Vídeos

### Vídeo lírico
Un video de la letra de la canción fue lanzado a través de YouTube el 14 de junio de 2019. El video contiene referencias a la ley de igualdad para la comunidad LGBT.
El video contenía varios huevos de Pascua, incluido el cambio de la palabra "contento" a GLAAD, y el resaltado de las letras "EA" como referencia a la Ley de Igualdad. Las referencias siguieron a la donación de Swift a GLAAD en apoyo del Mes del Orgullo, y la petición de Swift en Change.org para que el Senado de los Estados Unidos apruebe la Ley de Igualdad.
Tras, el lanzamiento, GLAAD informó una "afluencia" en donaciones por un monto de $13, una referencia al número favorito de Swift. Un video vertical se estrenó exclusivamente en Spotify el 24 de junio de 2019.

## Vídeo musical
Swift anunció un vídeo musical para la canción, fue lanzado el 17 de junio de 2019, que fue dirigido por Drew Kirsch y Swift. En un teaser que publicó en las redes sociales el 16 de junio, anunció que el vídeo presentará a Ellen DeGeneres, Ryan Reynolds, Laverne Cox, Dexter Mayfield, Ciara, RuPaul, Jesse Tyler Ferguson, Justin Mikita, Billy Porter, Adam Lambert, Todrick Hall, Hayley Kiyoko, Chester Lockhart, Adam Rippon, Hannah Hart, Los muchachos de Queer Eye (Karamo Brown, Antoni Porowski, Jonathan Van Ness, Bobby Berk, Tan France) y más. El vídeo muestra a Swift y las otras características, que parecen vivir en un colorido parque de casas rodantes, divirtiéndose a pesar de un grupo de manifestantes que aparecen con signos homofóbicos.  Más tarde, se lleva a cabo un concurso donde las concursantes se visten de manera alternada como diferentes cantantes, que parecen ser, de izquierda a derecha, Ariana Grande, Lady Gaga, Adele, Cardi B, Swift, Beyoncé, Katy Perry y Nicki Minaj, con RuPaul a punto de presentar al ganador una corona. Comienza una pelea de comida, con Katy Perry apareciendo en la escena con un traje de hamburguesa, mientras que Swift lleva un disfraz de papas fritas, buscando a Perry. La aparición de Perry sirve para poner fin a una disputa entre las dos, aunque ambas artistas habían puesto fin públicamente la disputa en el año 2018. Este vídeo actualmente tiene más de 200 millones de visitas en YouTube.

## Recepción crítica
Los críticos de música se dividieron con "You Need to Calm Down".  Dan Stubbs de NME llamó a la canción "marchita en su respuesta medida", y concluyó que era "un paquete pop infeccioso, del tamaño de un bocado". Gwen Ihnat de The AV Club escribió que la canción "combate clara y refrescantemente la homofobia y el prejuicio anti-gay". Maeve McDermott y Joshua Bote, escribiendo para USA Today, consideró la canción "una mejora" sobre el sencillo anterior "Me!", Y "un ejemplo más prometedor de lo que los fanáticos pueden esperar" del álbum.
Mikael Wood del Los Angeles Times  también estuvo de acuerdo en que la canción fue "una gran mejora creativa" sobre "Me!", mientras que comentar el "mensaje explícito pro-gay es ciertamente bienvenido, pero también se siente sólo un poquito cínico". Michelle Kim de Pitchfork opinó que si bien la canción es "bien intencionada" y el aliado directo mereció algunos elogios, también es "desconcertante y decepcionante al mismo tiempo". Jordan Julian de The Daily Beast calificó la letra como "confusa, aunque bien intencionada", y "más como las divagaciones de un pariente que vio un episodio de  Drag Race".
Justin Kirkland de   Esquire  escribió la canción "pierde el punto de ser un aliado LGBTQ" al "equiparar a los que odian en línea con la lucha personal y social de las personas LGBTQ+". Del mismo modo, Spencer Kornhaber de The Atlantic criticó el "argumento impresionante de la canción... que las personas famosas son perseguidas de una manera significativamente comparable a gente queer". Will Gottsegen de  Spin escribió la canción "letras fáciles e inofensivas... se siente diseñada para atraer al grupo demográfico más amplio posible", y que la canción "suena demasiado segura" y "se siente un poco como un policía" Constance Grady de  Vox llamó a la canción "agotadora", comparando la canción desfavorablemente con "Blank Space" (2014), otro segundo sencillo de Swift.  Herald-Tribune nombró a "You Need to Calm Down" como el segunda mejor canción de 2019.

### Lista de fin de año
| Crítica/Publicación | Lista                                     | Puesto | Ref.   |
| ------------------- | ----------------------------------------- | ------ | ------ |
| Herald-Tribune      | Countdown 2019: mejores canciones del año | 2      | [ 27 ] |
| uDiscover Music     | Las mejores canciones de 2019             | 3      | [ 28 ] |

## Historial de lanzamiento
| Región | Fecha               | Formato                    | Discográfica                                    | Ref.   |
| ------ | ------------------- | -------------------------- | ----------------------------------------------- | ------ |
| Varios | 14 de junio de 2019 | Descarga digital Streaming | Republic Records Taylor Swift Productions, Inc. | [ 29 ] |

## Premios y nominaciones
| Año  | Premiación               | Categoría                        | Resultado | Ref.   |
| ---- | ------------------------ | -------------------------------- | --------- | ------ |
| 2019 | American Music Awards    | Videoclip favorito               | Ganador   | [ 30 ] |
| 2019 | MTV Video Music Awards   | Video del año                    | Ganador   | [ 31 ] |
| 2019 | MTV Video Music Awards   | Canción del año                  | Nominado  | [ 31 ] |
| 2019 | MTV Video Music Awards   | Mejor video pop                  | Nominado  | [ 31 ] |
| 2019 | MTV Video Music Awards   | Mejor video con mensaje          | Ganador   | [ 31 ] |
| 2019 | MTV Video Music Awards   | Mejor dirección                  | Nominado  | [ 31 ] |
| 2019 | MTV Video Music Awards   | Mejor edición                    | Nominado  | [ 31 ] |
| 2019 | MTV Video Music Awards   | Mejor dirección artística        | Nominado  | [ 31 ] |
| 2019 | MTV Video Music Awards   | Mejor himno de empoderamiento    | Nominado  | [ 31 ] |
| 2019 | MTV Video Music Awards   | Canción del verano               | Nominado  | [ 31 ] |
| 2019 | Teen Choice Awards       | Mejor canción del verano         | Nominado  | [ 32 ] |
| 2020 | Grammy Awards            | Mejor interpretación pop solista | Nominado  | [ 33 ] |
| 2020 | iHeartRadio Music Awards | Mejor letra                      | Nominado  | [ 34 ] |
| 2020 | Kids' Choice Awards      | Canción favorita                 | Nominado  | [ 35 ] |